# Nivanalastanjärvi
Nivanalastanjärvi är en sjö i Kiruna kommun i Lappland och ingår i Torneälvens huvudavrinningsområde. Sjön har en area på 0,108 kvadratkilometer och ligger 311 meter över havet.

## Delavrinningsområde
Nivanalastanjärvi ingår i det delavrinningsområde (753709-177243) som SMHI kallar för Ovan VDRID = 749164-179344 i Lainioälvens vattend*. Medelhöjden är 310 meter över havet och ytan är 6,39 kvadratkilometer. Räknas de 324 avrinningsområdena uppströms in blir den ackumulerade arean 4 851,9 kvadratkilometer. Lainioälven som avvattnar avrinningsområdet har biflödesordning 2, vilket innebär att vattnet flödar genom totalt 2 vattendrag innan det når havet efter 317 kilometer. Avrinningsområdet består mestadels av skog (24 procent) och sankmarker (66 procent). Avrinningsområdet har 0,61 kvadratkilometer vattenytor vilket ger det en sjöprocent på 9,6 procent.